# Hesitar
"Hesitar" é o máxi single de inéditos da banda portuguesa de rock UHF. Editado em junho de 1989 pela Edisom.
O tema homónimo tem sonoridade de uma valsa desenfreada com aproximação ao pop rock dos anos cinquenta. Tornou-se um grande sucesso e uma das canções mais bem sucedidas nos concertos ao vivo. O outro inédito, "Está Mentira à Solta", tem a participação do ex membro Renato Gomes na guitarra solo. O lado B é composto pela versão elétrica do tema "(Fogo) Tanto Me Atrais" e por uma entrevista ao líder dos UHF, dirigidas por Rui Pêgo, Marcos André, João Gobern e António Macedo.[carece de fontes?]
O baixista Pedro de Faro, depois de várias participações, tornou-se membro integrante da banda. O teclista Renato Júnior ainda foi convidado neste álbum, passando depois também a membro integrante. A fotografia da capa do álbum foi tirada numa pedreira em Sesimbra.
"Hesitar" foi recuperado na reedição do álbum Em Lugares Incertos, no formato disco compacto, em 2008 pela AM.RA Discos.

## Lista de faixas
O maxi single é composto por três faixas em versão padrão. António Manuel Ribeiro é compositor em todas elas.
| Lado A |                        |                    |         |  |
| N.º    | Título                 | Compositor(es)     | Duração |  |
| 1.     | "Hesitar"              | António M. Ribeiro | 4:17    |  |
| 2.     | "Esta Mentira à Solta" | António M. Ribeiro | 3:48    |  |

| Lado B         |                                            |                    |         |  |
| N.º            | Título                                     | Compositor(es)     | Duração |  |
| 1.             | "(Fogo) Tanto Me Atrais" (versão elétrica) | António M. Ribeiro | 4:20    |  |
| 2.             | "Entrevista a António Manuel Ribeiro"      |                    |         |  |
| Duração total: | Duração total:                             | Duração total:     | 11:85   |  |

## Membros da banda
- António Manuel Ribeiro (vocal e viola acústica) [1]
- Rui Rodrigues (guitarra) [1]
- Pedro de Faro (baixo) [1]
- Luís Espírito Santo (bateria) [1]

Convidados
- Renato Gomes (guitarra solo)
- Rui Beat Velez (bateria)
- Renato Júnior (teclas e sax) [3]